# Авен Петро Олегович
Петро Олегович Авен (16 березня 1955 , Москва ) — російський олігарх, економіст, політик. Президент російського Альфа-Банку. Голова ради директорів ABH Holdings, Голова Наглядової ради Альфа-Банку (Україна).
Має тісні зв'язки з путінським режимом.

## Життєпис
Народився 16 березня 1955 року в Москві. Батько, Олег Іванович Авен, має латвійське та російське коріння, фахівець з обчислювальної техніки, викладач фізико-математичного факультету МДУ ім. Ломоносова, член-кореспондент Академії наук СРСР; дід — латиський стрілець, був репресований у 1930-ті роки; мати — єврейського походження.
У 1972 році Петро Авен закінчив фізико-математичну спеціальну школу № 2 м. Москви, в 1977 році — економічний факультет МДУ ім. Ломоносова, в 1980 році — аспірантуру МДУ, кандидат економічних наук (1980).
У 1981—1988 роках працював молодшим, потім старшим науковим співробітником Всесоюзного науково-дослідного інституту системних досліджень Академії наук СРСР (ВНИИСИ АН СРСР).
З 1989 по 1991 роки Авен був радником Міністерства закордонних справ СРСР (МЗС СРСР); одночасно — співробітником Міжнародного інституту прикладного системного аналізу (Лаксенбург, Австрія).
З осені 1991 року Петро Авен стає головою Комітету зовнішньоекономічних зв'язків в уряді Єгора Гайдара, одночасно — першим заступником міністра закордонних справ РФ.
У січні-грудні 1992 року Авен очолював Міністерство зовнішніх економічних зв'язків РФ, одночасно будучи представником Президента РФ по зв'язках з індустріально розвиненими країнами (G7).
У липні-грудні 1992 року — заступник голови валютний-економічної комісії Уряду РФ. З травня по грудень 1992 року був головою Міжвідомчої комісії з Генеральної угоди з тарифів і торгівлі (ГАТТ).
З грудня 1992 по лютий 1993 року був радником президента АТ «ЛогоВАЗ» Бориса Березовського.
Навесна 1993 року Петро Авен створив і очолив фінансову консультаційну компанію «ФінПА» («Фінанси Петра Авена»), що спеціалізується на консультаціях по роботі з різними видами цінних паперів і має з самого початку своєї діяльності тісні контакти з ВАТ «АКБ „Альфа-Банк“».
12 грудня 1993 року Авен був вибраний депутатом Держдуми РФ за списком виборчого об'єднання «Вибір Росії». 4 січня 1994 року відмовився від депутатського мандата, мотивувавши своє рішення небажанням залишати посаду генерального директора компанії «ФінПА».
З жовтня 1994 року Петро Авен ‑ президент ВАТ «АКБ „Альфа-банк“», одночасно — президент Консорціуму «Альфа-Групп».
До лютого 2001 року був членом Ради з підприємництва при Уряді РФ.
Петро Авен — голова Ради директорів ВАТ «АльфаСтрахованіє», співголова Ради директорів «СТС Медіа».
Входить до складу Ради з конкурентоспроможності і підприємництва при Уряді РФ, є членом Опікунської ради Національної організації із стандартів фінансової звітності. Професор ГУ ВШЕ (Державний університет Вища Школа економіки). Член Ради опікунів «Eisenhower Fellowships».
З квітня 2006 року Петро Авен входить до складу правління Російського союзу промисловців і підприємців (працедавців). Член Опікунської ради Російської економічної школи. Є опікуном Центру економічної політики (CEPR), Велика Британія.
У 2007 році був вибраний головою російсько-латвійської ділової ради.
З 2011 року — член президії Російської ради з міжнародних справ.
У січні 2018 року занесений до «кремлівського списку» Мінфіну США.
В березні 2023 року Михайло Фрідман і Петро Авен заявили про плани продати свої частки в «Альфа-Банку», щоб обійти запроваджені проти них санкції.

## Статки
За версією журналу «Фінанс», 2009 рік особисті статки оцінювалися в $1.25 млрд.

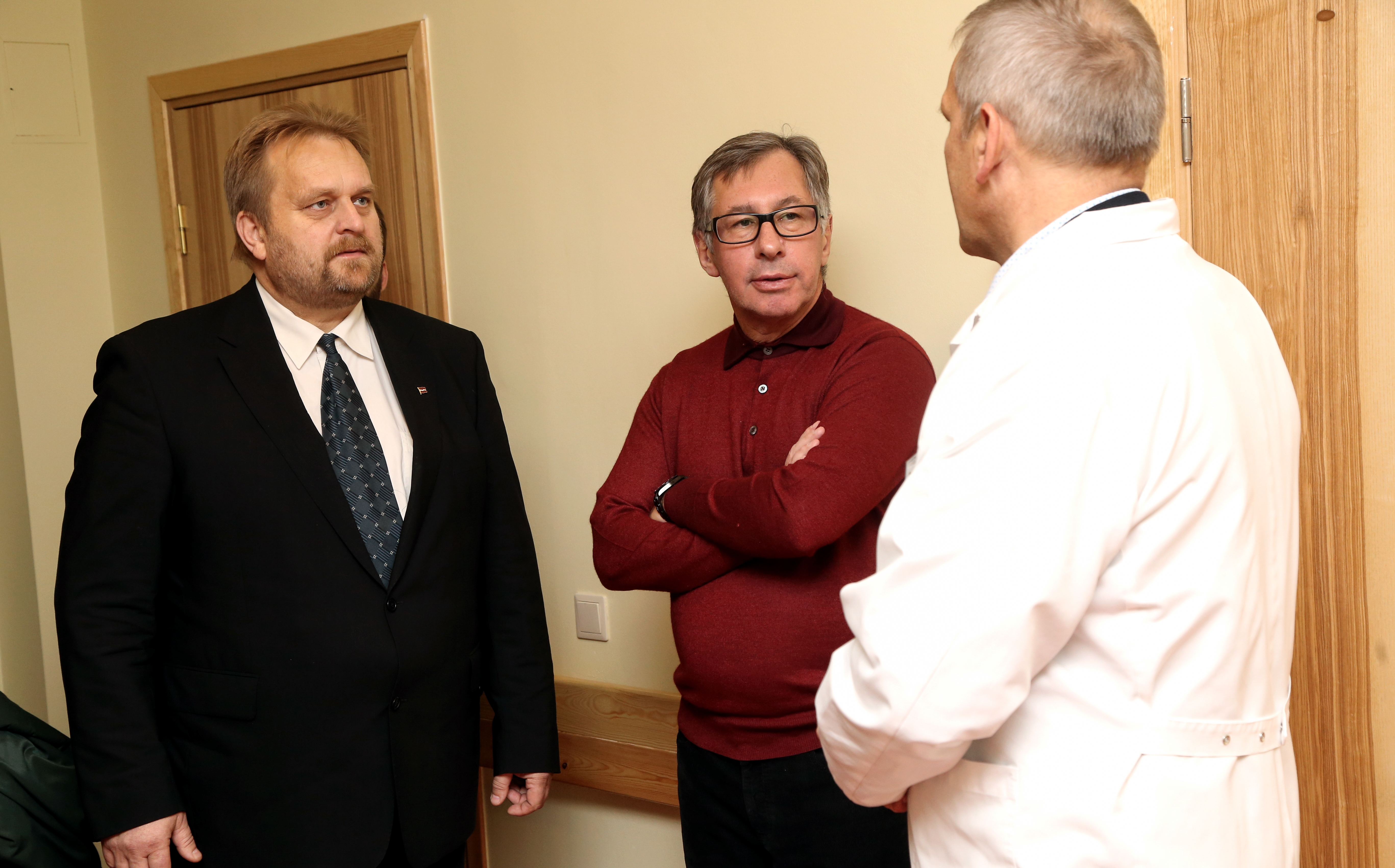
Авен у Мадонській лікарні, 26 жовтня 2016

## Санкції

### Україна
Авен підтримує політику Путіна. Проти Авена та активів його компаній введено санкції з боку України.

### ЄС
28 лютого 2022 року ЄС запровадив власні санкції проти Авена.

### Велика Британія
У липні 2024 року Британське агентство з боротьби зі злочинністю попросило суд заарештувати $1,4 млн Авена. У серпні 750 тис. фунтів ($960 тис.) було конфісковано.

## Особисте життя
Автор численних статей, книг з економетрики і проблем реформування російського сільського господарства.
Громадянин Латвії. У квітні 2024 року стало відомо про плани Латвії позбавити Авена латвійського громадянства.
Дружина Катерина Козіна.
Син Денис і дочки Дар'я.

## Нагороди
- У квітні 2005 року Указом президента РФ нагороджений орденом Пошани за досягнуті трудові успіхи і багаторічну добросовісну роботу.
- У жовтні 2004 року журнал Institutional Investor назвав Петра Авена найкращим керівником у сфері фінансових послуг у Росії.